# Hipólito Yrigoyen partido
Hipólito Yrigoyen egy partido (körzet) Argentínában a Buenos Aires tartományban. A fővárosa Henderson.

## Települések
| - Henderson - Herrera Vegas - María Lucila - Coraceros |